# جوليان دوبوي
جوليان دوبوي (بالفرنسية: Julien Dupuy) هو لاعب اتحاد الرغبي فرنسي، ولد في 19 ديسمبر 1983 في بيريغو في فرنسا.

## وصلات خارجية
- جوليان دوبوي على موقع IMDb (الإنجليزية)

- جوليان دوبوي على موقع دوري الرغبي الممتاز (الإنجليزية)
- جوليان دوبوي عل موقع إسبنسكروم (الإنجليزية)
- جوليان دوبوي على موقع ItsRugby.co.uk (الإنجليزية)